# Regberg
Regberg ist ein Gemeindeteil des Marktes Nordhalben im Landkreis Kronach (Oberfranken, Bayern).

## Geographie
Die Einöde Regberg liegt in Hanglage an einem gleichnamigen Berg (609 m ü. NHN, 0,5 km westlich). Ein Anliegerweg führt nach Nordhalben zur Staatsstraße 2207 (0,9 km nordwestlich).

## Geschichte
Regberg gehörte zur Realgemeinde Nordhalben. Gegen Ende des 18. Jahrhunderts bestand der Ort aus einem Anwesen. Das Hochgericht übte das bambergische Centamt Nordhalben aus. Der Ganzhof war freieigen und unterstand keinem Grundherrn.
Mit dem Gemeindeedikt wurde Regberg dem 1808 gebildeten Steuerdistrikt Nordhalben und der 1818 gebildeten Munizipalgemeinde Nordhalben zugewiesen.

### Einwohnerentwicklung
| Jahr      | 001818 | 001861 | 001871 | 001885 | 001900 | 001925 | 001950 | 001961 | 001970 | 001987 |
| Einwohner | *      | 13     | 10     | 6      | 7      | 7      | 12     | 12     | 11     | 4      |
| Häuser    | *      |        |        | 2      | 2      | 1      | 2      | 2      |        | 2      |
| Quelle    | [ 5 ]  | [ 7 ]  | [ 8 ]  | [ 9 ]  | [ 10 ] | [ 11 ] | [ 12 ] | [ 13 ] | [ 14 ] | [ 1 ]  |

## Religion
Der Ort ist römisch-katholisch geprägt und nach St. Bartholomäus (Nordhalben) gepfarrt.